# Acalolepta masatakai
Acalolepta masatakai är en skalbaggsart som beskrevs av Makihara 2003. Acalolepta masatakai ingår i släktet Acalolepta och familjen långhorningar. Inga underarter finns listade i Catalogue of Life.